# Chorebus subasper
Chorebus subasper är en stekelart som beskrevs av Griffiths 1968. Chorebus subasper ingår i släktet Chorebus och familjen bracksteklar. Inga underarter finns listade i Catalogue of Life.